# Polaris (cómic)
Polaris (Lorna Dane) es un personaje ficticio que aparece en los cómics estadounidenses publicados por Marvel Comics. Creado por Arnold Drake y Jim Steranko, Polaris apareció por primera vez en The X-Men # 49 (octubre de 1968). Durante la mayor parte de su historial de publicaciones, ha sido una superheroína y miembro de los X-Men o de uno de sus grupos hermanos, como X-Factor. De 1987 a 1989, fue poseída por una villana de entidad telepática, y funcionó como la supervillana Malicia. Desde el 2000 hasta el 2001, fue miembro del gabinete de Acólitos y Magneto en Genosha.
Una mutante, puede controlar el magnetismo, al igual que Magneto, a quien sospechaba por mucho tiempo que era su padre biológico, un hecho confirmado en Uncanny X-Men # 431 (noviembre de 2003). También tuvo una relación complicada a largo plazo con el X-Man, Havok, a quien estaba comprometida. Otro aspecto de su personaje es su lucha recurrente con problemas de salud mental, incluidos episodios de angustia mental infrecuentes pero graves durante los cuales actúa de forma errática o lucha por funcionar. 
Polaris hizo su debut en acción en vivo en la serie de televisión The Gifted interpretada por la actriz Emma Dumont.

## Historial de publicaciones
Polaris fue creado por el escritor Arnold Drake y el artista Jim Steranko, y apareció por primera vez en The X-Men # 49 (octubre de 1968). Ella apareció por primera vez como miembro de los X-Men en X-Men # 60, en 1969, y permaneció como miembro del equipo hasta justo después del debut de un nuevo equipo de X-Men en Giant-Size X-Men. Polaris apareció como un personaje secundario para el equipo durante varios años antes de unirse a una nueva encarnación del equipo X-Factor en X-Factor # 70 (septiembre de 1991), permaneciendo con ese equipo hasta X-Factor # 149 (septiembre de 1998).

## Biografía ficticia

### Primeras aventuras
Cuando el malvado mutante Mesmero utilizó un "generador psíquico" para convocar mutantes en América del Norte, la joven estudiante Lorna Dane viajó a San Francisco, donde se reunió con Mesmero, quién la manipuló para trabajar para él. Lorna conoció entonces a los X-Men, el equipo de superhéroes mutantes. El x-man Iceman, logró liberarla del trance en que Mesmero tenía a Lorna al hacerla resbalar sobre una placa de hielo y luego la convenció para que fuera a su apartamento. En el apartamento, Lorna se reunió con el resto de los X-Men, que pronto supieron que tenía latentes poderes mutantes. Mesmero y sus androides, los Demi-Men la capturaron y la llevaron a su cuartel general en el desierto, con los X-Men detrás de ella.
Cuando los X-Men trataron de rescatarla, Magneto se reveló como el líder del grupo detrás del secuestro, y afirmando ser el padre de Lorna. A pesar de las afirmaciones de los X-Men, Lorna no se atrevía a luchar contra su propio padre. Sin embargo, Iceman logró reunirla con sus padres adoptivos, quienes le dijeron que sus padres biológicos habían muerto en un accidente a principios de año. Esta información hizo a Lorna a volverse contra Magneto. Sin el conocimiento de Lorna, el Magneto que decía ser su padre, se reveló como un androide. Poco después, Lorna fue capturada, ahora por los Centinelas, pero fue rescatada de nuevo por los X-Men. Lorna se unió a los X-Men y comenzaron a vivir en la Mansión X. Lorna ayudó a los X-Men en evitar la invasión de los alienígenas Z'Nox a la Tierra.
En un principio, Lorna utilizó el nombre clave de "Magnetrix". Estando con los X-Men, Lorna conoció a Havok, y ambos comenzaron a sentirse atraídos mutuamente. Paralelamente, Iceman se sintió atraído hacía ella, pero Lorna no correspondió a sus sentimientos y terminó enamorándose de Havok. Lorna junto con Havok, tomaron la decisión de dejar a los X-Men para perseguir sus intereses mutuos en la geofísica. Ellos se convirtieron entonces en miembros de reserva del equipo. En su calidad de reservistas, Lorna y Havok llegaron a luchar contra Hulk.
Cuando los X-Men lucharon contra la isla viviente, Krakoa, Lorna mostró todo el potencial de sus poderes por primera vez al interrumpir el campo magnético de la Tierra, enviando a Krakoa al espacio profundo.
Más tarde, ella y Havok se trasladaron a estudiar la cordillera Diablo en California. Finalmente se volvieron colaboradores de la Dra. Moira MacTaggert en su centro para la investigación genética en la Isla Muir.
Lorna recibió un nuevo traje de diseño Shi'Ar, cuando su mente estuvo bajo la dominación del agente shi'ar conocido como Erik el Rojo. Fue Erik el Rojo, quién le dio el nombre clave de "Polaris", que ha utilizado desde entonces. En ese momento, Erik el Rojo servía a D'Ken, entonces emperador de la galaxia Shi'Ar. Erik el Rojo secuestró a Havok y Polaris, y los sometió a una poderosa forma de control mental. Él los volvió en contra de los X-Men en un intento de asesinar al Profesor Charles Xavier. Una gran batalla se produjo en el Aeropuerto Internacional John F. Kennedy, con el dúo de la luchando contra los X-Men. Polaris fue derrotada por Tormenta, pero Erik el Rojo logró escapar, llevándose a Polaris y Havok con él. Finalmente, Xavier los liberó del control de Erik el Rojo.
Polaris y Havok permanecieron inactivos por un tiempo, regresando de vez en cuando para ayudar al equipo. Con los X-Men, se enfrentaron a Proteus en la Isla Muir. También ayudaron a los X-Men en contra de Arcade.

### La posesión
La vida relativamente pacífica de Polaris con Havok se vio interrumpida cuando los Merodeadores les tendieron una emboscada durante la Masacre Mutante. La mente de Polaris fue poseída por la villana conocida como Malice.
Bajo el control de Malice, Polaris atacó a los X-Men. Poco después, Malice descubrió que se había "pegado" permanentemente al cuerpo de Polaris. Ella lideró a los Merodeadores contra los X-Men en la saga Inferno. Después de que Mr. Siniestro aparentemente fuera asesinado, Malice se debilita dentro del cuerpo de Polaris. Recuperando temporalmente el control de su propia mente, Polaris fue capaz de realizar una llamada a los X-Men en Australia en busca de ayuda. Polaris fue secuestrada por Zaladane, una sacerdotisa de la Tierra Salvaje. En la Tierra Salvaje, los X-Men descubrieron que Zaladane había reunido un ejército de indígenas que estaban siendo controlados mentalmente por ella. Zaladane reveló que ella es en realidad media-hermana de Polaris. Con su tecnología, Zaladane despojó a Polaris de sus poderes magnéticos. En el proceso, logró separar finalmente a Polaris de Malice. Zaladane y sus fuerzas se enfrentaron con los X-Men. Durante el encuentro, Polaris sufrió una mutación secundaria: ella creció en altura, se volvió invulnerable, y ganó fuerza sobrehumana. Polaris finalmente recuperó su libertad y se instaló con la Dra. MacTaggert a la Isla Muir.
La Dra. MacTaggert confirmó que ella y Zaladane eran hermanas biológicas. Polaris se unió a los X-Men de la Isla Muir, formados por Forja y Banshee. Este equipo defendió la Isla Muir de un ataque de los Reavers.
Las emociones negeativas de Polaris fue utilizado por el malvado villano Rey Sombra. Rey Sombra utilizó a Polaris como una puerta que le permitió acceder al mundo físico desde el plano astral, causando en el proceso, un aumento de la ira, el odio y la violencia en el mundo. Polaris fue liberada de su influencia con la ayuda de X-Factor y los X-Men. Después de la derrota del Rey Sombra, los poderes magnéticos Polaris regresaron debido a una combinación de la muerte Zaladane a manos de Magneto y la cuchilla psiónica de Psylocke, sin dejar rastro de su aumento de tamaño, fuerza, o la emoción de control de los poderes.

### X-Factor
Polaris se unió a la nueva formación de X-Factor a petición de Valerie Cooper. Polaris y Havok finalmente se reúnen y retoman su relación. Polaris fue capaz de tener el control de su mente, gracias a la ayuda psiquiátrica del Doc Samson. Como agente gubernamental en X-Factor, Polaris se convirtió en el arma secreta del gobierno contra un posible ataque de Magneto. Más adelante, Malice intentó de nuevo poseer su cuerpo, pero Polaris y Havok la derrotaron. Al final, Malice pereció a manos de Mr. Siniestro.
Tiempo después, Havok fue secuestrado por agentes de la Bestia Oscura. Esto devastó Polaris, que se sintió abandonada y traicionada. Polaris empezó a cuestionar su lugar en el equipo después de que Forja, el nuevo líder de X-Factor, comenzó a recibir criminales regenerados. Ella descubrió el paradero de Havok, quien atacó a X-Factor por órdenes de la Bestia Oscura. Después de que Havok fue derrotado, Polaris trató de llegar a él, solo para ser atacada y gravemente herida por él. Cuando Sabretooth traicionó y atacó al equipo, Polaris resultó gravemente herida.
Después de recuperarse de sus lesiones, Polaris perdonó a Havok, aunque lo rechazó sentimentalmente. Ella aceptó unirse de nuevo a X-Factor. Sin embargo, durante su primera misión de regreso con el equipo, Havok aparentemente murió debido a la explosión de una defectuosa máquina del tiempo construida por el mutante del futuro, Greystone.

### Acólitos
Semanas más tarde, Nightcrawler encontró a Lorna en una iglesia y ella le confió que ella sentía que estaba siendo perseguida y que estaba segura de que Havok seguía con vida. Un grupo de Skrulls que trabajan con el villano Apocalipsis, fueron sus perseguidores. Polaris descubrió que ella era uno de "los Doce", un equipo de mutantes, supuestamente destinados a marcar el comienzo de una nueva edad de oro para la especie mutante. Polaris viajó con los X-Men a Egipto a combatir a Apocalipsis. Durante la batalla, Magneto, otro miembro de los Doce, descubrió que podía usar a Polaris para aprovechar el campo magnético de la Tierra con una fuerza increíble.
Después de que Apocalipsis fue derrotado, Polaris se instaló en Genosha junto con Magneto, proporcionandole apoyo para a mantener el orden en la isla. Ella creía que lo estaba haciendo por el bien, pero también disfrutaba de la educación que recibió en el uso de sus poderes. Magneto lanzó un asalto a gran escala en la ensenada de Carrión, la última ciudad de oponerse a su gobierno, a fin de obtener acceso a la tecnología que permitiría recuperar sus capacidades completas. Polaris trató de detenerlo, pero fue derrotada y abandonó el país con ayuda de los Avengers. Más tarde, regresó A Genosha acompañada por Quicksilver para ayudar a la oposición contra el gobierno tiránico de Magneto.
A pesar de Quicksilver fue descubierto y obligado a abandonar Genosha, Polaris mantuvo un perfil bajo con el fin de transportar en secreto a los refugiados de guerra a otras naciones, así como supervisar las acciones de Magneto. Después de que la espina dorsal de Magneto fue cortada por Wolverine, Polaris fue capaz de robar una muestra de sangre de sus exámenes médicos, el cual utilizó para confirmar que Magneto era su padre biológico. Cuando los centinelas de Cassandra Nova destruyeron Genosha y masacraron a millones de personas, Polaris fue uno de los pocos sobrevivientes. Ella quedó con cicatrices emocionales después de ser testigo de la masacre y de no poder salvar a la gente.

### Regreso con los X-Men
Cuando Polaris se reunió con los X-Men, la experiencia extremadamente traumática la había dejado con una personalidad más oscura, más despiadada.. Havok fue encontrado vivo y retomó su romance con Polaris a pesar de haberse enamorado de su enfermera y cuidadora, Annie Gazhikhanian. Polaris le propuso matrimonio, pero cuando estaban a punto de casarse, Havok terminó con ella, plantándola en el altar. Traumatizada y humillada, Polaris enloqueció y trató de matar a Havok y a Annie. Finalmente Juggernaut logró noquearla. Polaris recibió una terapia psíquica con el Profesor Xavier. Polaris se comprometió a no hacer daño a nadie a cambio de ser aceptada de nuevo con los X-Men.
Iceman admitió más tarde que aún sentía algo por Polaris y después de algunos coqueteos leves, los dos comenzaron una relación. La relación no duró mucho. Havok le confesó que aún la amaba después de que Annie lo abandonó, sin embargo, Polaris lo rechazó.
Polaris aparentemente había perdió sus poderes en el "Día-M", cuando su media hermana, la Bruja Escarlata, despojó a la mayoría de los mutantes de la Tierra de sus habilidades. Sin embargo, evitó decírselo a sus compañeros de equipo. Cuando se enfrentó a Valerie Cooper, quien tiene conocimiento de su pérdida de poder, Polaris alegó que su pérdida de poderes era psicológica. Polaris finalmente se vio obligado por las circunstancias a aceptar que sus poderes se habían ido y admitir el hecho de que el resto del equipo ya no la necesitaba. A continuación, Polaris salió de la Mansión-X para "buscar" por sus poderes perdidos. Havok decidió acompañarla. En medio de su búsqueda, Polaris fue secuestrada por Leper Queen, la líder del grupo anti-mutante conocido como la Liga Sapien.
Polaris fue rescatada de Leper Queen por el villano Apocalipsis, quién la transformó en la nueva encarnación de la Peste, uno de sus Cuatro Jinetes. En la batalla final entre los X-Men, los Vengadores y Apocalipsis, Wolverine descubrió que Peste era Polaris. Ella se estaba recuperando en la Mansión X del control del villano cuando los otros Jinetes de Apocalipsis, Gambito y Sunfire volvieron a llevársela. Ella se negó a ir con ellos, pero también decidió abandonar los X-Men. Polaris partió esa noche en busca de Apocalipsis en Egipto. Ella fue encontrada por Havok, y los X-Men los rescataron.

### Starjammers
Polaris se unió con el Profesor X, Havok y otros X-Men en una misión para detener a Vulcan, quién aspiraba a tomar el control del Imperio Shi'Ar. Al final, Vulcan logra convertirse en soberano del Imperio Shi'Ar. Los X-Men escapan a la Tierra, pero Polaris, Havok y Rachel Summers, son capturados por Vulcan y mantenidos en prisión.
Polaris y compañía, son liberados de Vulcan por los Starjammers. Polaris se une a los Strajammers con la intención de destronar a Vulcan y restaurar a Lilandra en el trono Shi'ar. Durante su estancia en el espacio, Polaris retoma su relación con Havok.
Polaris y los Starjammers jugaron un papel importante en la llamada Guerra de Reyes, ayudando a los Inhumanos y los Guardianes de la Galaxia a destronar a Vulcan.

### Agencia de Investigaciones X-Factor e Imperio Secreto
Magneto, Rogue, Frenzy y Gambito responden al llamado de auxilio de Rachel desde el espacio, y Rogue utiliza los poderes de Legión para teletransportarse a la estación espacial donde se encuentran Polaris, Havok y Rachel, regresándoles a la Tierra.
Polaris y Havok se unen a la Agencia de investigadores X-Factor, liderada por el Hombre Múltiple.
Polaris descubrió la verdad acerca de sus padres adoptivos, cuando Longshot usó sus poderes para mirar a través de una fotografía de la madre de Polaris. Ella descubrió que la primera manifestación de sus poderes fue lo que provocó el accidente donde murieron sus padres. Magneto y Mente Maestra se las ingeniaron para bloquear sus recuerdos por mucho tiempo. Polaris y Havok rompen su relación nuevamente. Havok decide unirse a los Uncanny Avengers, mientras Polaris decide continuar con X-Factor.
Más tarde, Polaris se une a una nueva encarnación de X-Factor patrocinada por el empresario Harrison Snow. Allí coincide con su hermano, Quicksilver, quién en realidad se encuentra espiándola por orden de Havok.
Durante la fusión de los Universos 616 y 1610, Polaris brinda apoyo a Magneto, su padre, en un intento por controlar las energías que afectan a los habitantes de la Tierra.
Polaris y Danger son convocadas por Magneto para vigilar de cerca a los X-Men desplazados en el tiempo. Polaris irrumpe en Nueva Tian, la colonia mutante en California, para rescatar a la joven Jean Grey y a Jimmy Hudson de un ataque de Havok, quién es manipulado por Emma Frost para someter a los jóvenes X-Men viajeros del tiempo.

## Poderes
Polaris tiene la capacidad de manipular energías electromagnéticas, permitiéndole volar, crear campos de fuerza y manipular metales ferrosos. Se cree que Polaris es potencialmente más poderosa que su padre, Magneto.
Durante un tiempo fue capaz de convertir emociones en fuerza física realzada.[cita requerida]
Consiguió temporalmente la habilidad de ingestar y manipular enfermedades, cuando fue un "jinete" de Apocalipsis.

## Otras versiones

### Era de Apocalipsis
Polaris es una de las prisioneras de la Bestia Oscura, hasta que logra escapar gracias a Cíclope.

### Dinastía de M
Polaris es parte de la Casa Real de Magnus, gobernante en Genosha, junto con Quicksilver y la Bruja Escarlata

### Ultimate Polaris
Polaris aparece como una estudiante adolescente de la Academia de Emma Frost. Ella también está enamorada de Kaos.

### Amalgam Comics
Polaris se fusiona con el Dr. Polaris de DC Comics para conformar a una versión de Polaris.

## En otros medios

### Televisión
- Polaris aparece en la serie X-Men[51](Voz de Terri Hawkes).[52]En el episodio "Cold Comfort", es miembro de X-Factor. Polaris había sido miembro de los X-Men junto a su novio Iceman, aunque finalmente se fueron a llevar una vida normal. Sin embargo, Polaris dejó a Iceman y se convirtió en miembro de X-Factor y se enamoró de Havok. Ella regresa en la temporada final para ayudar a combatir a Falange. Polaris también hace un breve cameo durante el episodio de dos partes "Sanctuary".
  - Polaris tiene cameos sin voz en el episodio de varias partes de X-Men '97, "Tolerance is Extinction".[53]
- Polaris aparece en la serie Wolverine and the X-Men (Voz de Liza Del Mundo).[54]Ella tenía una relación muy cercana con su padre en Genosha. En el futuro, durante el episodio "Badlands", Polaris fue la única sobreviviente, después de que Genosha fue destruida, gracias al intento de última hora de que Magneto la salvara.[55] En el presente, se forma una breve atracción a Gambito cuando se trata de robar el casco de Magneto como parte de un plan más grande, aunque más tarde se termina su relación, haciendo que ella lo dejara con rabia varados en el mar (que causa a Gambito de observación que tiene el poder de su padre y el temperamento de su hermana).[56] En el episodio "Foresight" Pt. 3, su lado futuro aparece en la lucha de los X-Men contra Master Mold, pero este prueba demasiado de gran alcance para que la derrota. Sin embargo, a la luz de los X-Men en la intervención del pasado, el modo Centinela es cancelado. De vuelta en el presente, Polaris más tarde se vuelve en contra de su padre y lo mira ser desterrado de Genosha por Scarlet Witch y tiene a Blink de teletransportar a Magneto y Quicksilver de distancia.
- Polaris aparece en la serie de Fox, The Gifted, interpretada por Emma Dumont.[57][58]Esta versión es la cofundadora de Mutant Underground con Thunderbird. Ella estuvo embarazada de su novio Eclipse. En la segunda temporada, se une al Club Fuego Infernal del Círculo Íntimo y da a luz a una bebé que la llama Dawn, luego descubre una terrible verdad que Reeva oculta un secreto.

### Videojuegos
- Ella aparece en el final de Magneto en el videojuego Ultimate Marvel vs. Capcom 3, junto a otros miembros de la Hermandad.
- Polaris aparece en Lego Marvel Super Heroes,[59] con la voz de Tara Strong.[60]
- Polaris es un personaje jugable en Uncanny X-Men: Days of Future Past para iOS y Android.[61] Ella vuela y dispara explosiones verdes magnéticas.